# Rafik
Rafik, auch Rafiq (beide Formen arabisch رفيق, DMG Rafīq), ist ein arabischer männlicher Vorname mit der Bedeutung „Freund“, „Gefährte“, „Kamerad“; „vornehm“.

## Namensträger

### Form Rafik
- Rafik Ben Salah (1948–2024), tunesisch-schweizerischer Schriftsteller
- Rafik Djebbour (* 1984), algerischer Fußballspieler
- Rafik Habib (* 1959), ägyptischer, koptischer Sozialforscher, Autor und Politiker
- Rafik Halliche (* 1986), algerischer Fußballspieler
- Rafik Muchametschin (* 1955), tatarischer Historiker und Politikwissenschaftler
- Rafik Saïfi (* 1975), algerischer Fußballspieler
- Rafik Zekhnini (* 1998), norwegischer Fußballspieler

### Form Rafiq
- Rafiq Babajew (1937–1994), aserbaidschanischer Pianist, Arrangeur, Bandleader und Komponist des Jazz
- Rafīq Bey al-ʿAzm (1865–1925), syrisch-ägyptischer Geschichtsdenker und Politiker
- Rafiq al-Hariri (1944–2005), libanesischer Unternehmer und Politiker
- Rafiq Hüseynov (* 1988), aserbaidschanischer Ringer
- Rafiq Nishonov (1926–2023), usbekisch-sowjetischer Politiker
- Rafiq Tağı (1950–2011), aserbaidschanischer Publizist, Journalist und Arzt
- Rafiq Tarar (1929–2022), pakistanischer Jurist und Präsident von Pakistan
- Rafiq Zakaria (1920–2005), indischer Politiker, Jurist und Autor

### Künstlername
- Rafik Schami (* 1946), syrisch-deutscher Schriftsteller
- DJ Rafik (* 1982), deutscher Turntablist, DJ und Musikproduzent

### Familienname
- A. Rafiq († 2013), indonesischer Musiker und Schauspieler
- Omar Er Rafik (* 1986), französisch-marokkanischer Fußballspieler

## Weiteres
- Rafiq-Hariri-Flughafen, internationaler Flughafen in Beirut, Libanon
- Rafiq-Hariri-Märtyrer-Liste, Koalition politischer Parteien im Libanon